# Piper rhinostachyum
Piper rhinostachyum är en pepparväxtart som beskrevs av William Trelease. Piper rhinostachyum ingår i släktet Piper och familjen pepparväxter. Inga underarter finns listade i Catalogue of Life.